# Георгов, Иван

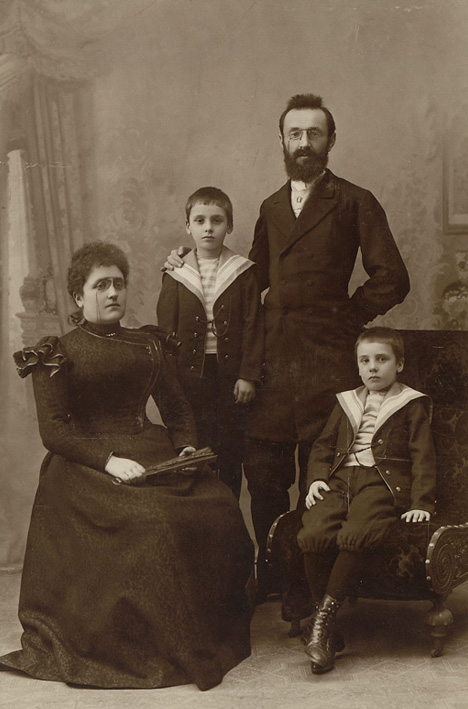

Иван Андреев Георгов (болг. Иван Георгов; р. 7 января 1862, Велес — ум. 13 августа 1936, София) — болгарский философ, учёный, член Болгарской академии наук, один из основателей и первый ректор Македонского научного института, преподаватель Софийского университета Святого Климента Охридского, основоположник современной болгарской философии.

## Биография
Родился 7 января 1860 в городе Велес в семье Андрея Георгова. В школу пошёл в своем родном городе, но в 1875 году отец отправил его в Вену, где в 1881 он закончил государственную школу, а в 1883 — колледж. Сразу же после этого был зачислен в Йенский университет для получения высшего образования.
После завершения университетского образования, переехал со своей семьёй, как и многие другие македонские болгары, в освобождённую от Османской империи Болгарию. В 1888 стал преподавателем философии и этики в Софийском университете и заместителем главы Министерства образования.

## Работы

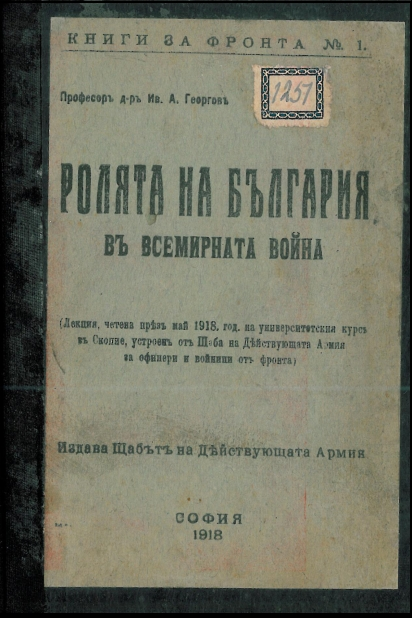
Книги с фронта №1, автор Иван Георгов

- «Материалы по упч на велешкия говор», София, 1904 г. в «Библиотека Струмски»
- «Материалы по нашето възраждане», публикувано в «Сборник народный умотворения, наука и книжнина», книга XXIV, София, 1908 г. в «Библиотека Струмски»
- «Die Bulgarische Nation und der Weltkrieg; Gesammelte Aufsätze», Берлин, 1918. в «Библиотека Струмски»
- «Что е съвест?» (1903);
- «Първите в начале езиковия плитка по самосъзнанието у децата» (1905);
- «История на философията. Том 1. Древна философия. Том 4. Новая философия до Канта. Част 1. Новая философия к Хобса.» (1925-1936);
- «La Question macédonienne» (1929).
- «Македонският въпрос чака своето разрешение» публикувано във-к «Македония», София, 11.X.1926 час
- «Ньойския договор за мир и английского парламент» статия вот проф. Иван Георгов публикувана и в сп. «Слънце», час. III, книга 6-7-8, София, 1921.
- «Какво и правым?», -в «Вардар», час. I, бр. 10, 13 декември 1911 г.
- Георговъ, Иванъ. Ролята на България въ всемирната война. София, Книги по фронту № 1. Издава Щабътъ на Дѣйствующата Армия, 1918.
- Георговъ, Иванъ. Днешното положение в Македонии под сръбска и гръцка власть и Обществото на народитѣ. София, Македонска библиотека № 3, Издава Македонскиятъ Наученъ Институтъ, Печатница П. Глушковъ, 1925.